# Хоххайм (Тюрингия)
Хоххайм (нем. Hochheim) — община в Германии, в земле Тюрингия.
Входит в состав района Гота. Подчиняется управлению Миттлерес Нессеталь. Население составляет 461 человек (на 31 декабря 2010 года). Занимает площадь 7,68 км².

## Прославленные жители
- Экхарт из Хоххайма (ок. 1260 — ок. 1328) — средневековый теолог и философ, один из крупнейших христианских мистиков, учивший о присутствии Бога во всём существующем.

## Достопримечательности
- Замок Ирмельсгаузен